# Bobeck
Bobeck település Németországban, azon belül Türingiában. Lakosainak száma 260 fő (2023. december 31.). Bobeck Albersdorf, Ruttersdorf-Lotschen, Bollberg, Schleifreisen, Bad Klosterlausnitz, Waldeck és Stadtroda községekkel határos.

## Népesség
A település népességének változása:
| Lakosok száma | 293  | 287  | 272  | 271  | 260  |
|               | 2017 | 2019 | 2021 | 2022 | 2023 |